# Lista de agraciados com a Medalha de Mérito Cultural
| 2014 | Pedro Marquês de Sousa | Filarmonia | 2014 |
| ---- | ---------------------- | ---------- | ---- |
|      |                        |            |      |
|      |                        |            |      |
|      |                        |            |      |

Medalhas de Mérito Cultural concedidas pelo Ministério da Cultura de Portugal. Atribuição ao abrigo do Decreto-Lei n.º 123/84, de 13 de Abril
| Data       | Nome                                                          | Área                                         | Ref.  |
| ---------- | ------------------------------------------------------------- | -------------------------------------------- | ----- |
| 1990-12-01 | Academia Portuguesa da História                               | História                                     | [ 1 ] |
| 2004-02-09 | Adriano José Alves Moreira                                    | Divulgação Cultural/Ensino                   | [ 1 ] |
| 1993-10-26 | Agustina Bessa Luís                                           | Literatura                                   | [ 1 ] |
| 2006-03-23 | Alberto Seixas Santos                                         | Cinema                                       | [ 1 ] |
| 2009-08-28 | Álvaro Siza Vieira                                            | Arquitetura                                  | [ 2 ] |
| 1988-04-16 | António Lopes Ribeiro                                         | Cinema                                       | [ 1 ] |
| 2003-06-25 | António Manuel Pires Cabral                                   | Literatura                                   | [ 1 ] |
| 2006-10-17 | António Ramos Rosa                                            | Poesia                                       | [ 1 ] |
| 2007-07-30 | Artur Pizarro                                                 | Música                                       | [ 1 ] |
| 1987-10-27 | Associação Académica de Coimbra                               | Divulgação Cultural                          | [ 1 ] |
| 1999-04-24 | Ateneu Artístico Vilafranquense                               | Música                                       | [ 1 ] |
| 1995-10-01 | Banda Musical de Oliveira                                     | Música                                       | [ 1 ] |
| 1985-10-01 | Biblioteca Pública Municipal do Porto                         | Biblioteconomia                              | [ 1 ] |
| 1998-03-27 | Campo Arqueológico de Mértola                                 | Património Cultural                          | [ 1 ] |
| 1986-04-24 | Carlo Bergonzi                                                | Ópera                                        | [ 1 ] |
| 1990-11-13 | Carlos Avilez                                                 | Teatro                                       | [ 1 ] |
| 1993-04-27 | Centro Nacional de Cultura                                    | Divulgação Cultural                          | [ 1 ] |
| 1995-10-01 | Cláudio Carneyro                                              | Música                                       | [ 1 ] |
| 1988-10-01 | Conservatório Regional do Algarve                             | Música                                       | [ 1 ] |
| 1992-10-01 | Coral de Letras da Universidade do Porto                      | Música                                       | [ 1 ] |
| 2008-10-06 | Eduardo Lourenço                                              | Filosofia/ Ensaísmo                          | [ 1 ] |
| 2004-12-10 | Eugénio de Andrade                                            | Literatura                                   | [ 1 ] |
| 1990-03-27 | Eugénio Salvador                                              | Teatro                                       | [ 1 ] |
| 1990-03-27 | Eunice Muñoz                                                  | Teatro                                       | [ 1 ] |
| 2005-03-19 | Fernanda Lapa                                                 | Teatro                                       | [ 1 ] |
| 1992-06-07 | Fernanda Montenegro                                           | Teatro                                       | [ 1 ] |
| 2003-05-21 | Fernando Aguiar-Branco                                        | Divulgação Cultural                          | [ 1 ] |
| 1990-12-01 | Fundação da Casa de Bragança                                  | Divulgação Cultural                          | [ 1 ] |
| 2006-03-26 | Glória de Matos                                               | Teatro/Cinema                                | [ 1 ] |
| 2004-10-01 | Hot Clube de Portugal                                         | Música                                       | [ 1 ] |
| 2008-09-29 | João Bénard da Costa                                          | Cinema                                       | [ 1 ] |
| 2007-10-29 | João Mota                                                     | Teatro                                       | [ 1 ] |
| 2007-11-20 | João Vasco                                                    | Teatro                                       | [ 1 ] |
| 2004-07-04 | Joaquim Benite                                                | Teatro                                       | [ 1 ] |
| 1990-10-01 | Joly Braga Santos                                             | Música                                       | [ 1 ] |
| 2015-09-18 | José Eduardo Franco                                           | História                                     | [ 3 ] |
| 2004-07-16 | José Manuel Mendes                                            | Literatura                                   | [ 1 ] |
| 1999-11-10 | José Pedro Machado                                            | Filologia                                    | [ 1 ] |
| 2004-10-07 | José Vitorino de Pina Martins                                 | História                                     | [ 1 ] |
| 2006-03-26 | Lia Gama                                                      | Teatro/Cinema                                | [ 1 ] |
| 1995-10-01 | Luís Costa                                                    | Música                                       | [ 1 ] |
| 2006-03-26 | Lurdes Norberto                                               | Teatro                                       | [ 1 ] |
| 2008-12-12 | Manoel de Oliveira                                            | Cinema                                       | [ 4 ] |
| 1994-11-16 | Manuel de Brito                                               | Artes Plásticas/Divulgação Cultural          | [ 1 ] |
| 2004-07-16 | Manuel Ivo Cruz                                               | Música                                       | [ 1 ] |
| 1985-09-23 | Mara Zampieri                                                 | Ópera                                        | [ 1 ] |
| 2005-03-19 | Maria da Fé                                                   | Música                                       | [ 1 ] |
| 1988-10-01 | Maria João Pires                                              | Música                                       | [ 1 ] |
| 2006-03-26 | Maria José                                                    | Teatro                                       | [ 1 ] |
| 2007-06-29 | Mário Silva                                                   | Artes Plásticas                              | [ 1 ] |
| 1988-03-03 | Nova Renascença                                               | Literatura                                   | [ 1 ] |
| 2005-08-01 | Opus Ensemble                                                 | Música                                       | [ 1 ] |
| 1986-10-01 | Orfeão de Castelo Branco                                      | Música                                       | [ 1 ] |
| 1987-10-01 | Orquestra Gulbenkian                                          | Música                                       | [ 1 ] |
| 2003-02-04 | Paulo Paquet Autran                                           | Teatro                                       | [ 1 ] |
| 1990-03-27 | Raúl Solnado                                                  | Teatro                                       | [ 1 ] |
| 1990-11-15 | Rogério Paulo                                                 | Teatro                                       | [ 1 ] |
| 1990-03-27 | Rui de Carvalho                                               | Teatro                                       | [ 1 ] |
| 1985-05-22 | Sociedade Portuguesa de Autores                               | Divulgação cultural                          | [ 1 ] |
| 1997-05-16 | Virgílio Teixeira                                             | Cinema                                       | [ 1 ] |
| 1998-03-25 | Dr. Almeida Faria                                             | Literatura                                   | [ 1 ] |
| 1998-05-09 | Dr. António Forte Salvado                                     | Literatura/Museologia                        | [ 1 ] |
| 1998-03-25 | Dr. Mário Barradas                                            | Teatro                                       | [ 1 ] |
| 1996-11-24 | Dr. Rómulo de Carvalho                                        | Literatura/Divulgação Cultural               | [ 1 ] |
| 2005-03-05 | Fantasporto - Festival Internacional de Cinema do Porto       | Cinema                                       | [ 1 ] |
| 1985-09-20 | INATEL                                                        | Animação Cultural                            | [ 1 ] |
| 1995-08-03 | João Cristóvão Moreira - "Solilóquio"                         | Tauromaquia                                  | [ 1 ] |
| 1990-10-01 | Prof. Artur Santos                                            | Música                                       | [ 1 ] |
| 1997-06-17 | Prof. Doutor Eduardo Prado Coelho                             | Literatura/Ensaio                            | [ 1 ] |
| 1987-10-01 | Prof. Doutor João de Freitas Branco                           | Música                                       | [ 1 ] |
| 1995-07-04 | Prof. Doutor Joaquim Veríssimo Serrão                         | História/Ensino                              | [ 1 ] |
| 1991-12-16 | Prof. Doutor Jorge Borges de Macedo                           | História                                     | [ 1 ] |
| 1989-10-01 | Prof. Emanuel Nunes                                           | Música                                       | [ 1 ] |
| 1988-10-01 | Prof. José António Pinheiro e Rosa                            | Música                                       | [ 1 ] |
| 1990-10-01 | Prof.ª Constança Capdeville                                   | Música                                       | [ 1 ] |
| 2005-01-28 | Teatro Ibérico - Centro de Cultura e Pesquisa de Arte Teatral | Teatro                                       | [ 1 ] |
| 1988-10-01 | Maestro Fernando Lopes Graça                                  | Música                                       | [ 1 ] |
| 1988-10-01 | Maestro Jorge Peixinho                                        | Música                                       | [ 1 ] |
| 1990-07-06 | Mestre António Dacosta                                        | Pintura                                      | [ 1 ] |
| 2007-12-12 | Millennium bcp                                                | Divulgação Cultural/Museologia               | [ 1 ] |
| 1989-10-01 | Profª. Helena de Sá e Costa Música                            | Música                                       | [ 1 ] |
| 2005-03-05 | Gupo Novo Rock (GNR)                                          | Música                                       | [ 1 ] |
| 1987-06-16 | Jornal de Letras, Artes e Ideias                              | Jornalismo/Informação Cultural               | [ 1 ] |
| 1987-04-24 | Maestro Cláudio Scimone                                       | Música                                       | [ 1 ] |
| 1984-10-01 | Academia de Amadores de Música                                | Música                                       | [ 1 ] |
| 1993-10-01 | Academia de Música de Lagos                                   | Música                                       | [ 1 ] |
| 1998-05-08 | ACERT - Associação Cultural e Recreativa de Tondela           | Divulgação Cultural/Teatro                   | [ 1 ] |
| 1998-05-07 | Albano da Silva Pereira                                       | Fotografia                                   | [ 1 ] |
| 1991-07-18 | Alfredo da Silva Ovelha                                       | Tauromaquia                                  | [ 1 ] |
| 1991-07-18 | Américo Saraiva Mendes                                        | Tauromaquia                                  | [ 1 ] |
| 1991-04-17 | Ana Bjõrk                                                     | Teatro                                       | [ 1 ] |
| 1990-11-06 | Angel Crespo                                                  | Literatura/Divulgação Internacional          | [ 1 ] |
| 1991-10-01 | António Capela                                                | Música                                       | [ 1 ] |
| 2007-05-30 | António Carlos Manso Pinheiro                                 | Edição                                       | [ 1 ] |
| 1991-07-18 | António Pereira Cipriano                                      | Tauromaquia                                  | [ 1 ] |
| 1985-10-01 | António Soares de Almeida Roque                               | Música                                       | [ 1 ] |
| 1990-10-01 | Armando Augusto David Guerreiro                               | Música                                       | [ 1 ] |
| 1986-10-29 | Arnaldo da Silva Assis Pacheco                                | Teatro                                       | [ 1 ] |
| 1995-07-01 | Associação de Cultura Musical de Lousada                      | Música                                       | [ 1 ] |
| 1984-10-01 | Associação Portuguesa de Educação Musical                     | Música                                       | [ 1 ] |
| 1998-04-19 | Augusto Gomes dos Santos                                      | Folclore                                     | [ 1 ] |
| 1994-10-01 | Banda de da Casa do Povo de Belmonte                          | Música                                       | [ 1 ] |
| 1991-07-18 | Banda de Música da Sociedade Imparcial (Alcochete)            | Tauromaquia                                  | [ 1 ] |
| 1994-10-01 | Banda Filarmónica de Caria                                    | Música                                       | [ 1 ] |
| 1985-09-12 | Bernardo F. da Silva                                          | Divulgação Cultural                          | [ 1 ] |
| 1996-01-18 | Capitano Marco Turchi                                         | Recuperação de Obras de Arte                 | [ 1 ] |
| 1996-01-18 | Carabinieri Vitalino Primomo                                  | Recuperação de Obras de Arte                 | [ 1 ] |
| 2003-07-09 | Carlos da Costa Gomes Bessa                                   | História                                     | [ 1 ] |
| 1991-03-23 | Carmen Dolores Sarmento Veres                                 | Teatro                                       | [ 1 ] |
| 1985-09-20 | Centro Cultural de Beja                                       | Animação Cultural                            | [ 1 ] |
| 2004-10-01 | Christopher Bochmann                                          | Música                                       | [ 1 ] |
| 1985-09-11 | Círculo Portuense de Ópera                                    | Música                                       | [ 1 ] |
| 1991-02-26 | Clube Artístico e Comercial de Torres Vedras                  | Divulgação Cultural                          | [ 1 ] |
| 1993-03-27 | Clube Artístico e Comercial de Torres Vedras                  | Teatro                                       | [ 1 ] |
| 2004-04-18 | Clube de Castelo Branco                                       | Música                                       | [ 1 ] |
| 1996-01-18 | Colonello LSG Michele Franzé                                  | Recuperação de Obras de Arte                 | [ 1 ] |
| 1989-10-01 | Comandante Marcos Romão dos Reis Júnior                       | Música                                       | [ 1 ] |
| 1995-08-03 | Conchita Cintrón                                              | Tauromaquia                                  | [ 1 ] |
| 1986-11-26 | Cónego Dr. Luciano Afonso dos Santos                          | Património Cultural/Arqueologia              | [ 1 ] |
| 1986-10-01 | Cónego José Augusto Alegria                                   | Música                                       | [ 1 ] |
| 1992-04-30 | Conservatório de do Porto                                     | Música                                       | [ 1 ] |
| 1986-10-01 | Conservatório Regional de Castelo Branco                      | Música                                       | [ 1 ] |
| 1992-10-01 | Coral da Sé Catedral do Porto                                 | Música                                       | [ 1 ] |
| 1995-02-24 | Coro dos Antigos Orfeonistas da Univ. de Coimbra              | Música                                       | [ 1 ] |
| 1988-10-01 | Coro Gulbenkian                                               | Música                                       | [ 1 ] |
| 1987-10-01 | Cursos Internacionais de Música da Costa do Estoril           | Música                                       | [ 1 ] |
| 1991-07-18 | David Manuel Godinho Ribeiro Telles                           | Tauromaquia                                  | [ 1 ] |
| 2004-06-01 | Dep. do Património Histórico e Artístico da Diocese de Beja   | Património Cultural                          | [ 1 ] |
| 1995-08-03 | Diamantino Viseu                                              | Tauromaquia                                  | [ 1 ] |
| 2004-05-22 | Domingos Ferreira Capela                                      | Música                                       | [ 1 ] |
| 1991-03-23 | Dr. Duarte Manoel de Vilhena de Gomes Barroso                 | Teatro                                       | [ 1 ] |
| 1989-10-01 | Dr. Ernesto Veiga de Oliveira                                 | Música                                       | [ 1 ] |
| 1998-05-10 | Dr. Henrique Manuel Correia Pinto                             | Música                                       | [ 1 ] |
| 1998-05-08 | Dr. Jaime Gaspar Gralheiro                                    | Teatro                                       | [ 1 ] |
| 1988-10-01 | Dr. José Manuel da Serra Formigal                             | Música                                       | [ 1 ] |
| 1986-07-17 | Dra.ª Maria Emília dos Santos e Silva Amaral Teixeira         | Artes Decorativas/Museologia                 | [ 1 ] |
| 1989-10-01 | Dra.ª Maria Madalena Biscaia de Azeredo Perdigão              | Música                                       | [ 1 ] |
| 1988-10-01 | Dra.ª Mariana Amélia Machado dos Santos                       | Música                                       | [ 1 ] |
| 2004-07-16 | Duarte Mendonça                                               | Música                                       | [ 1 ] |
| 2004-10-01 | Elsa Saque                                                    | Música                                       | [ 1 ] |
| 1986-10-01 | Eng.º António Ribeiro Russinho                                | Música                                       | [ 1 ] |
| 1988-10-01 | Eng.º João Carlos de Freitas Branco Paes                      | Música                                       | [ 1 ] |
| 1986-10-01 | Eugénia de Jesus Lima                                         | Música                                       | [ 1 ] |
| 1993-04-28 | Fed.das Associações Portuguesas e Luso-Brasileiras            | Divulgação Cultural                          | [ 1 ] |
| 1984-10-01 | Federação Portuguesa das Colectividades de Cultura e Recreio  | Animação Cultural                            | [ 1 ] |
| 2006-03-26 | Fernanda Montemor                                             | Teatro                                       | [ 1 ] |
| 1989-10-01 | Festival de Música da Figueira da Foz                         | Música                                       | [ 1 ] |
| 1991-10-01 | Festival de Música de Leiria                                  | Música                                       | [ 1 ] |
| 1990-10-01 | Festival dos Capuchos                                         | Música                                       | [ 1 ] |
| 2004-07-04 | Festival Internacional de Teatro de Almada                    | Teatro                                       | [ 1 ] |
| 1992-07-08 | Festival Internacional dos Açores                             | Música                                       | [ 1 ] |
| 1986-10-01 | Francine Benôit                                               | Música                                       | [ 1 ] |
| 1987-10-01 | Francisco Miranda Raposo                                      | Música                                       | [ 1 ] |
| 1994-11-21 | Fundação Engº António de Almeida                              | Divulgação Cultural                          | [ 1 ] |
| 1985-09-11 | Fundação Musical dos Amigos das Crianças                      | Música                                       | [ 1 ] |
| 1995-07-20 | Grupo de Forcados Amadores de Santarém                        | Tauromaquia                                  | [ 1 ] |
| 1991-10-01 | Grupo de Música Contemporânea de Lisboa                       | Música                                       | [ 1 ] |
| 1985-09-11 | Grupo Vocal Polyphonia                                        | Música                                       | [ 1 ] |
| 1990-06-23 | Grupo de Forcados Amadores de Santarém                        | Tauromaquia                                  | [ 1 ] |
| 1990-03-27 | Helena Félix                                                  | Teatro                                       | [ 1 ] |
| 1995-04-04 | Henrique Júlio Martins Santana                                | Teatro                                       | [ 1 ] |
| 1990-10-01 | Hugo Casaes                                                   | Música                                       | [ 1 ] |
| 2004-10-20 | Humberto Carlos Baquero Moreno                                | História                                     | [ 1 ] |
| 1986-10-01 | Humberto d'Ávila                                              | Música                                       | [ 1 ] |
| 1986-10-29 | Irene Fernanda Aguiar Isidro                                  | Teatro                                       | [ 1 ] |
| 1992-10-17 | J. Carter Brown                                               | Divulgação Cultural                          | [ 1 ] |
| 2005-05-05 | Jaime Salazar Sampaio                                         | Teatro                                       | [ 1 ] |
| 1992-05-29 | Jaime Santos                                                  | Música                                       | [ 1 ] |
| 1992-10-17 | Jay A. Levenson                                               | Divulgação Cultural                          | [ 1 ] |
| 1985-10-01 | João da Costa e Silva                                         | Música                                       | [ 1 ] |
| 1990-05-22 | João de Oliveira e Costa Braga                                | Música                                       | [ 1 ] |
| 1992-05-29 | Joel Pina (João Manuel Pina)                                  | Música                                       | [ 1 ] |
| 1996-03-23 | Jorge Salavisa                                                | Dança                                        | [ 1 ] |
| 1986-10-01 | José Blanc de Portugal                                        | Música                                       | [ 1 ] |
| 1988-10-01 | José Carlos Sequeira Costa                                    | Música                                       | [ 1 ] |
| 2006-10-10 | José da Silva Fabião                                          | Fotografia                                   | [ 1 ] |
| 2004-10-01 | José Duarte                                                   | Música                                       | [ 1 ] |
| 2004-11-11 | José Luís Porfírio                                            | História da Arte                             | [ 1 ] |
| 2005-02-01 | José Miguel Correia Noras                                     | Património Cultural                          | [ 1 ] |
| 1996-09-09 | José Monleón                                                  | Teatro                                       | [ 1 ] |
| 1986-10-29 | Josefina Barco Silva                                          | Teatro                                       | [ 1 ] |
| 1986-10-29 | Júlio Barroso Lopes                                           | Teatro                                       | [ 1 ] |
| 2003-11-08 | Júlio José da Conceição Graça                                 | Literatura                                   | [ 1 ] |
| 1984-10-01 | Juventude Musical Portuguesa                                  | Música                                       | [ 1 ] |
| 1991-06-25 | Luís Estevão Andrade de Pina                                  | Cinema                                       | [ 1 ] |
| 1994-07-19 | Luís Fernando Monteiro Ferreira                               | Ourivesaria                                  | [ 1 ] |
| 1996-09-21 | Luís Vilas-Boas                                               | Música                                       | [ 1 ] |
| 1990-03-27 | Luzia Maria Martins                                           | Teatro                                       | [ 1 ] |
| 1991-06-30 | Maestro Giovanni Beltrami                                     | Ópera                                        | [ 1 ] |
| 1987-10-01 | Maestro Manuel da Silva Dionísio                              | Música                                       | [ 1 ] |
| 1987-10-01 | Maestro Silva Pereira                                         | Música                                       | [ 1 ] |
| 1996-11-30 | Manuel Deniz Jacinto                                          | Teatro                                       | [ 1 ] |
| 1996-06-27 | Manuel Fernando Ayres Guedes da Silva                         | Divulgação Cultural                          | [ 1 ] |
| 2004-10-01 | Marc Tardue                                                   | Música                                       | [ 1 ] |
| 1996-01-18 | Maresciallo Roccangello Tritto                                | Recuperação de Obras de Arte                 | [ 1 ] |
| 2004-11-11 | Maria Adília Alarcão                                          | Museologia                                   | [ 1 ] |
| 1995-04-04 | Maria Helena Matos Mendonça de Carvalho                       | Teatro                                       | [ 1 ] |
| 2010-05-07 | Maria Micaela Soares                                          | Investigação                                 | [ 5 ] |
| 1990-09-20 | Mário Coelho                                                  | Tauromaquia                                  | [ 1 ] |
| 1987-03-13 | Mestre José da Silva Ribeiro                                  | Teatro                                       | [ 1 ] |
| 1986-07-07 | Moacir Andrade                                                | Pintura                                      | [ 1 ] |
| 1995-10-01 | Monsenhor José Fernandes da Silva                             | Música                                       | [ 1 ] |
| 1986-10-01 | Nella Maissa                                                  | Música                                       | [ 1 ] |
| 1985-09-23 | Norberto Lopes                                                | Jornalismo                                   | [ 1 ] |
| 1991-07-18 | Nuno Carlos Maria da Silva Salvação Barreto                   | Tauromaquia                                  | [ 1 ] |
| 1989-10-01 | Oficina Musical                                               | Música                                       | [ 1 ] |
| 1984-10-01 | Órfeão de Abrantes                                            | Música                                       | [ 1 ] |
| 1985-09-11 | Órfeão de Leiria                                              | Música                                       | [ 1 ] |
| 1984-10-01 | Orphéon Portuense                                             | Música                                       | [ 1 ] |
| 1986-10-01 | Orquestra Típica Albicastrense                                | Música                                       | [ 1 ] |
| 1995-10-01 | Paolo Trevisi                                                 | Ópera                                        | [ 1 ] |
| 1993-10-01 | Pedro Antunes Ruivo                                           | Música                                       | [ 1 ] |
| 1986-10-29 | Pedro Cardoso Lemos                                           | Teatro                                       | [ 1 ] |
| 1990-10-01 | Prof. Carlos Fontes                                           | Música                                       | [ 1 ] |
| 1991-09-11 | Prof. Doutor Padre António Nogueira Gonçalves                 | História da Arte                             | [ 1 ] |
| 1987-06-11 | Prof. Doutor Paulo Quintela                                   | Divulgação Cultural nacional e internacional | [ 1 ] |
| 1987-10-01 | Prof. Doutora Maria Augusta Alves Barbosa                     | Música                                       | [ 1 ] |
| 1988-10-01 | Prof. François Broos                                          | Música                                       | [ 1 ] |
| 1988-07-04 | Prof. José Manuel Garrido Gúzman                              | Teatro                                       | [ 1 ] |
| 1989-10-01 | Prof. José Traqueia Bracourt                                  | Música                                       | [ 1 ] |
| 1989-10-01 | Prof. Macario Santiago Kastner                                | Música                                       | [ 1 ] |
| 1989-10-01 | Prof.ª Cremilde Rosado Fernandes                              | Música                                       | [ 1 ] |
| 1991-05-31 | Ricardo Covões (Herdeiros)                                    | Divulgação Cultural                          | [ 1 ] |
| 1999-08-05 | Roberto Barchiesi                                             | Língua Portuguesa                            | [ 1 ] |
| 1988-03-09 | Rui Maria Malheiro de Távora de Castro Feijó                  | Difusão Cultural/Literatura                  | [ 1 ] |
| 1991-10-01 | Segréis de Lisboa                                             | Música                                       | [ 1 ] |
| 1985-10-01 | Silvério Marques Pereira Campos                               | Música                                       | [ 1 ] |
| 1997-02-22 | Sociedade Filarmónica Euterpe Meiaviense                      | Música/Teatro                                | [ 1 ] |
| 1992-01-11 | Sociedade Recreativa e Dramática Eborense                     | Teatro                                       | [ 1 ] |
| 2007-07-30 | Tao Chang                                                     | Música                                       | [ 1 ] |
| 2008-01-17 | Teatro de Marionetas do Porto                                 | Teatro                                       | [ 1 ] |
| 2004-03-27 | Teatro O Bando                                                | Teatro                                       | [ 1 ] |
| 1996-01-18 | Tenente Marco Castiglioni                                     | Recuperação de Obras de Arte                 | [ 1 ] |
| 2004-10-01 | Vasco Barbosa                                                 | Música                                       | [ 1 ] |
| 1991-07-18 | Victor Manuel Valentim Mendes                                 | Tauromaquia                                  | [ 1 ] |
| 2007-07-30 | Viktoria Postnikova                                           | Música                                       | [ 1 ] |
| 1986-09-23 | Virgílio Henriques Correia                                    | Música                                       | [ 1 ] |
| 2007-07-30 | Vladimir Krainev                                              | Música                                       | [ 1 ] |
| 2007-03-07 | Zuleica Saque                                                 | Música                                       | [ 1 ] |